# Megaspilidae

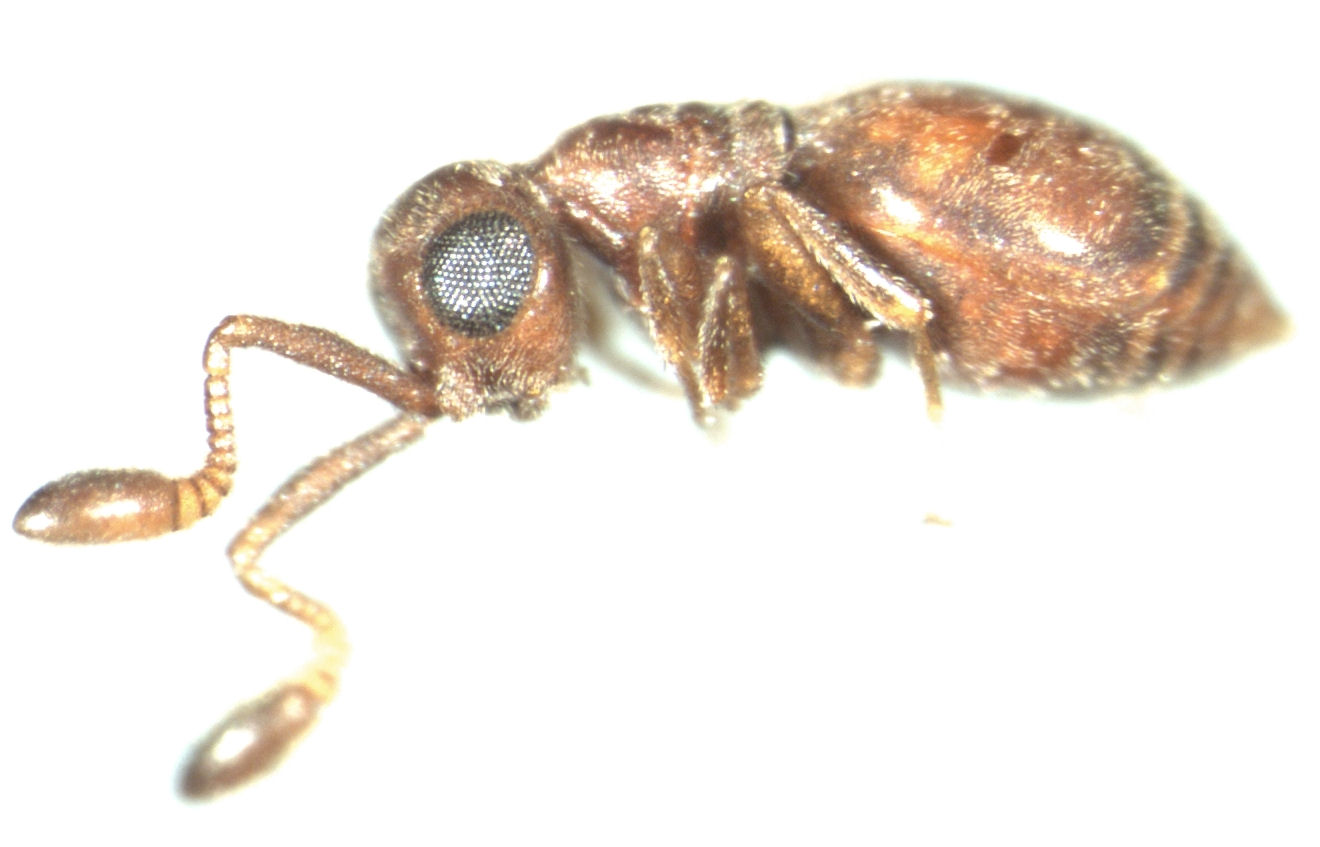
Lagynodes velutinus z podrodziny Lagynodinae

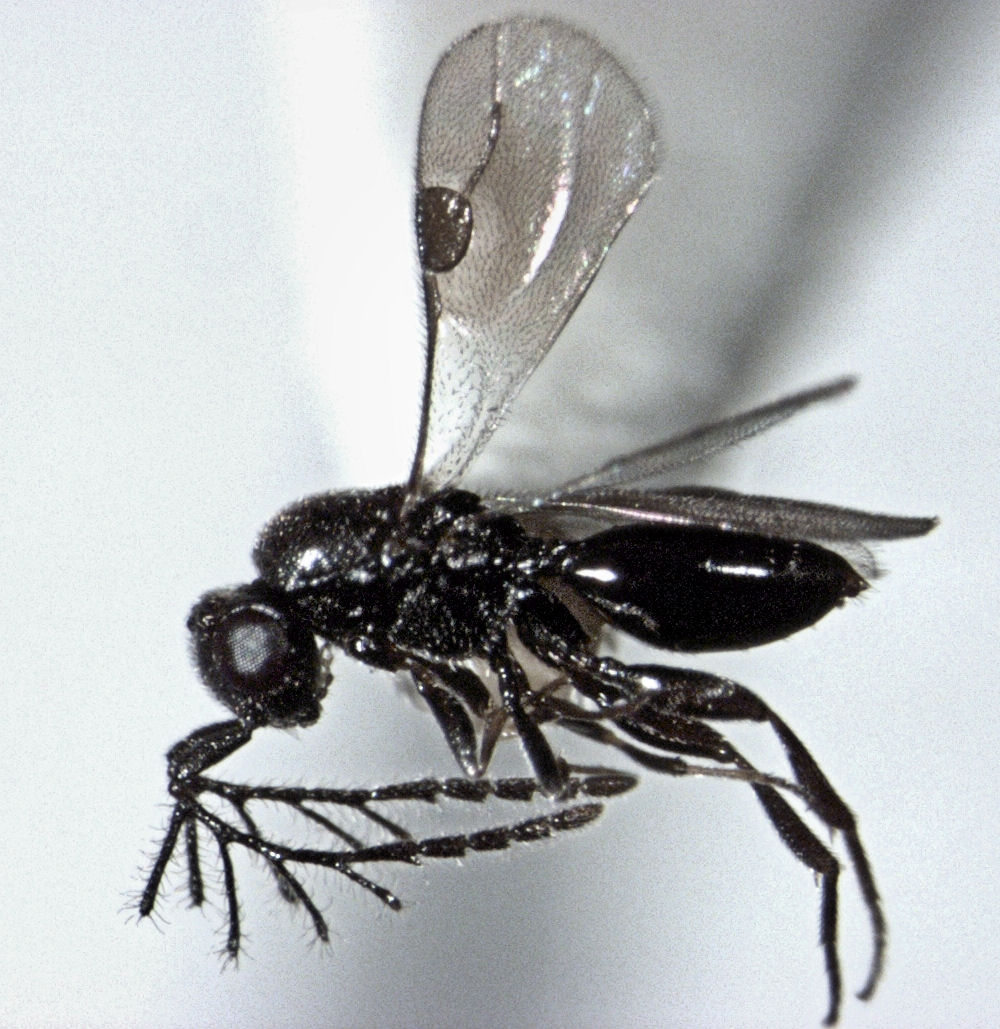
Samiec Dendrocerus sp. z podrodziny Megaspilinae

Megaspilidae – rodzina błonkówek z podrzędu trzonkówek i grupy owadziarek.

## Zasięg występowania
Przedstawiciele tej rodziny występują na całym świecie. W Polsce stwierdzono 5 gatunków, choć przypuszcza się, że jest ich około 45 (zobacz: Megaspilidae Polski). 

## Budowa ciała
Czułki położone nisko na twarzy. Mezoscutum bez podłużnego rowka, lecz z trzema wgłębieniami. Stylik wąski. Środkowe golenie z dwiema ostrogami na wierzchołku. Pterostygma zazwyczaj duża i półokrągła, rzadziej mała i wydłużona lub nieobecna. Wiele gatunków jest bezskrzydłych.

## Biologia i ekologia
Liczni przedstawiciele tej rodziny żyją w glebie lub ściółce. Larwy większości gatunków prawdopodobnie są parazytoidami pluskwiaków z podrzędu piersiodziobych. Niektóre są hiperparazytoidami.

## Systematyka
Do Megaspilidae zalicza się około 450 opisanych gatunków (szacuje się, że jest ich około 1000) zgrupowanych w 13 rodzajach i dwóch podrodzinach:
- Lagynodinae
- Megaspilinae